# Плотниково (Бакчарський район)
Пло́тниково (рос. Плотниково) — селище у складі Бакчарського району Томської області, Росія. Адміністративний центр Плотниковського сільського поселення.

## Населення
Населення — 639 осіб (2010; 719 у 2002).
Національний склад (станом на 2002 рік):
- росіяни — 93 %